# Katastrofa Lockheeda L-188C Electry koło Jamby
Katastrofa Lockheeda L-188C Electry koło Jamby – katastrofa lotnicza samolotu LockheedL-188C Electra, do której doszło 18 grudnia 1995 roku w pobliżu Jamby w Angoli. W jej wyniku zginęło 141 osób, a 3 osoby zostały ranne.
Jest to najtragiczniejsza katastrofa lotnicza w Angoli.

## Wypadek
Na pokładzie samolotu znajdowały się 144 osoby, więc przewoził około 40 pasażerów powyżej limitu, co spowodowało przeciążenie i rozbicie się maszyny.